# Larinia wenshanensis
Larinia wenshanensis là một loài nhện trong họ Araneidae.
Loài này thuộc chi Larinia. Larinia wenshanensis được miêu tả năm 1994 bởi Chang-Min Yin & Yan.